# Alfreda
Alfreda – żeński odpowiednik imienia Alfred.
Alfreda imieniny obchodzi: 19 lipca i 2 sierpnia.